# Formello
Formello is een gemeente in de Italiaanse provincie Rome (regio Latium) en telt 10.871 inwoners (31-12-2004). De oppervlakte bedraagt 31,1 km², de bevolkingsdichtheid is 298 inwoners per km². In Formello is een archeologisch museum gevestigd, gewijd aan de vondsten uit de cultuur van de Etrusken, nl. het Museo civico archeologico dell'Agro veientano.
Formello behoorde tot het vroegere territorium van de Etruskische stadstaat Veia (Latijn Veii), die in het jaar 396 v. Chr. door Rome onderworpen werd.  
De volgende frazioni maken deel uit van de gemeente: Le Rughe.

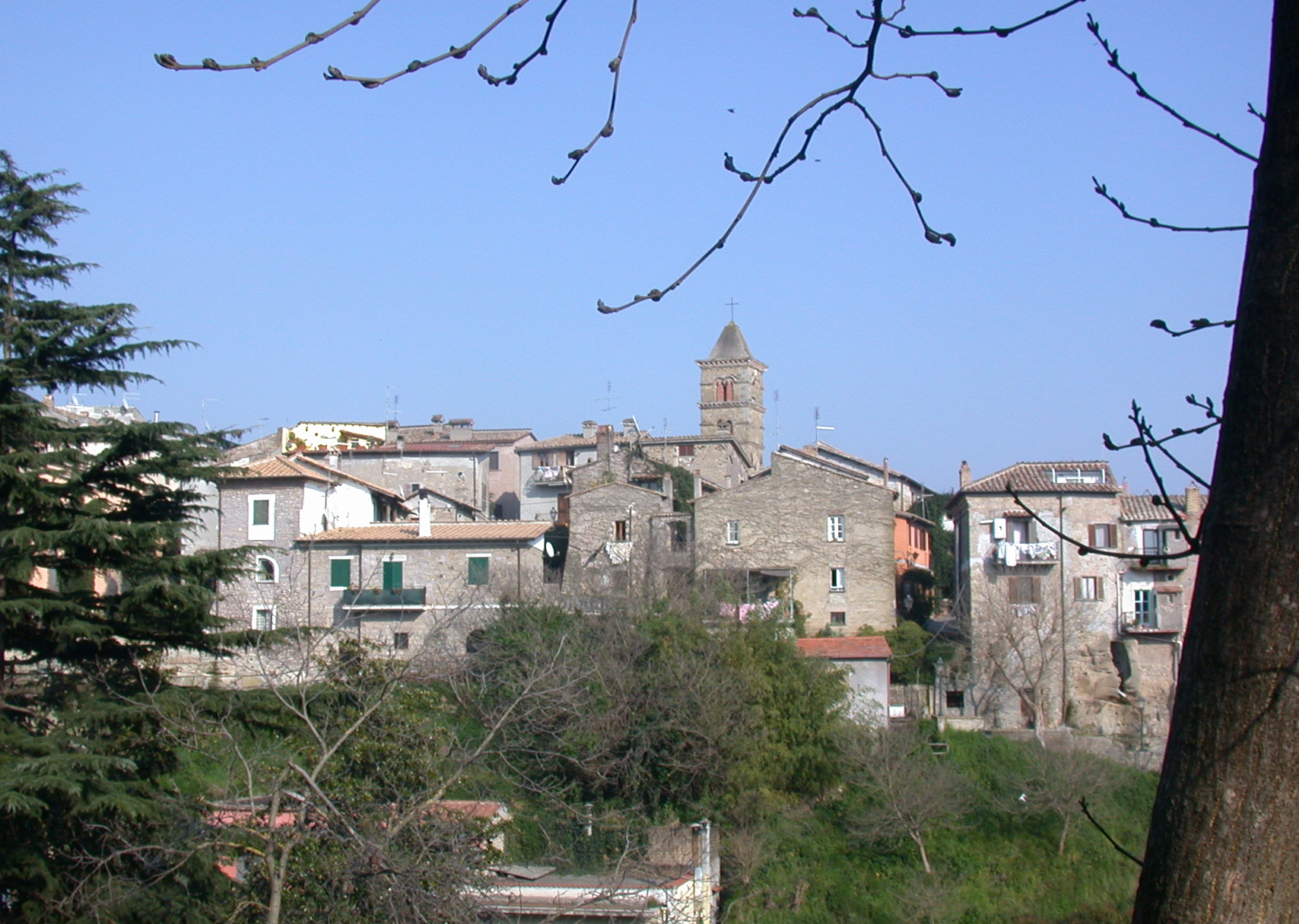
Formello
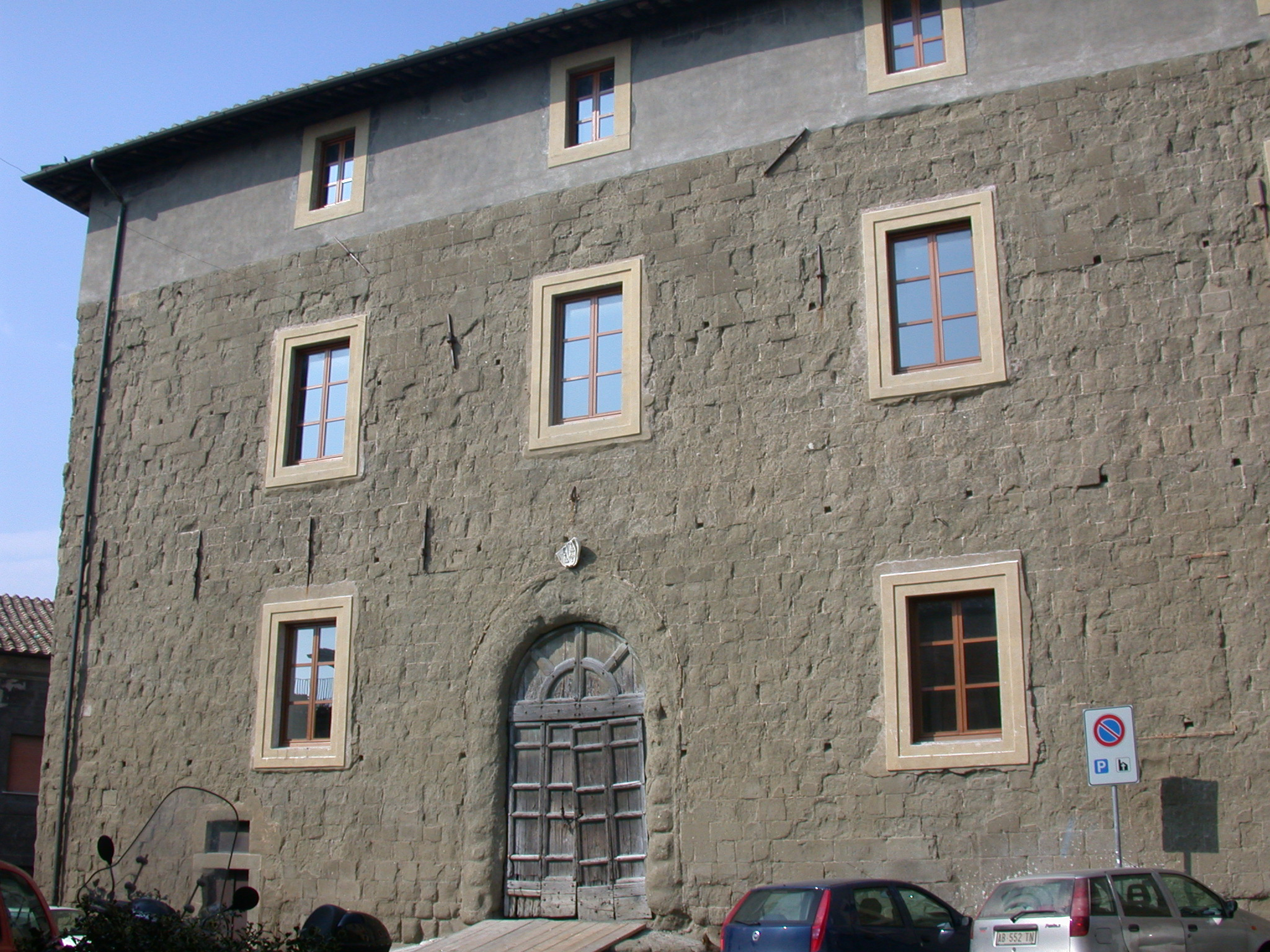
Palazzo Chigi
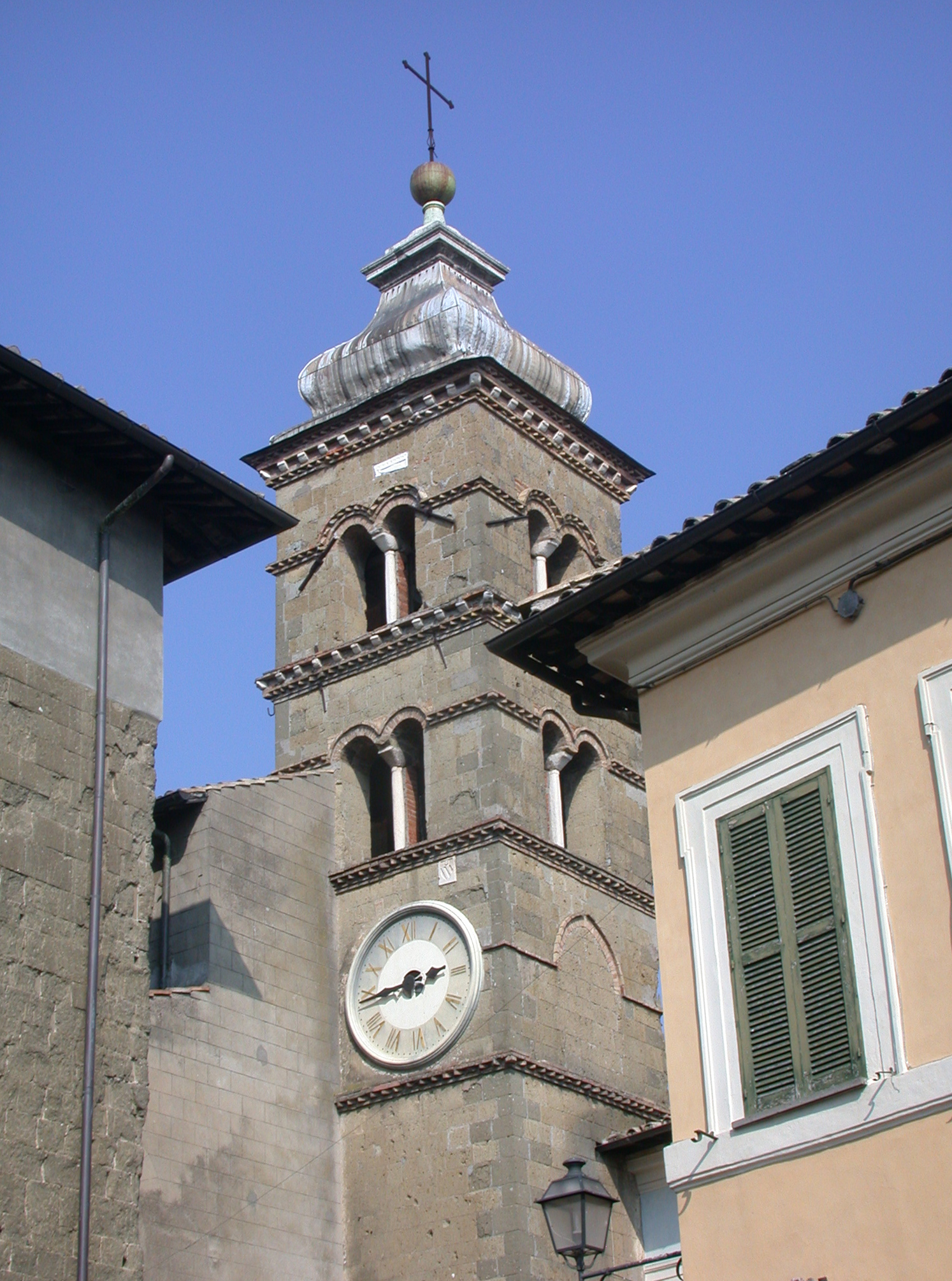
San Lorenzo Campanile
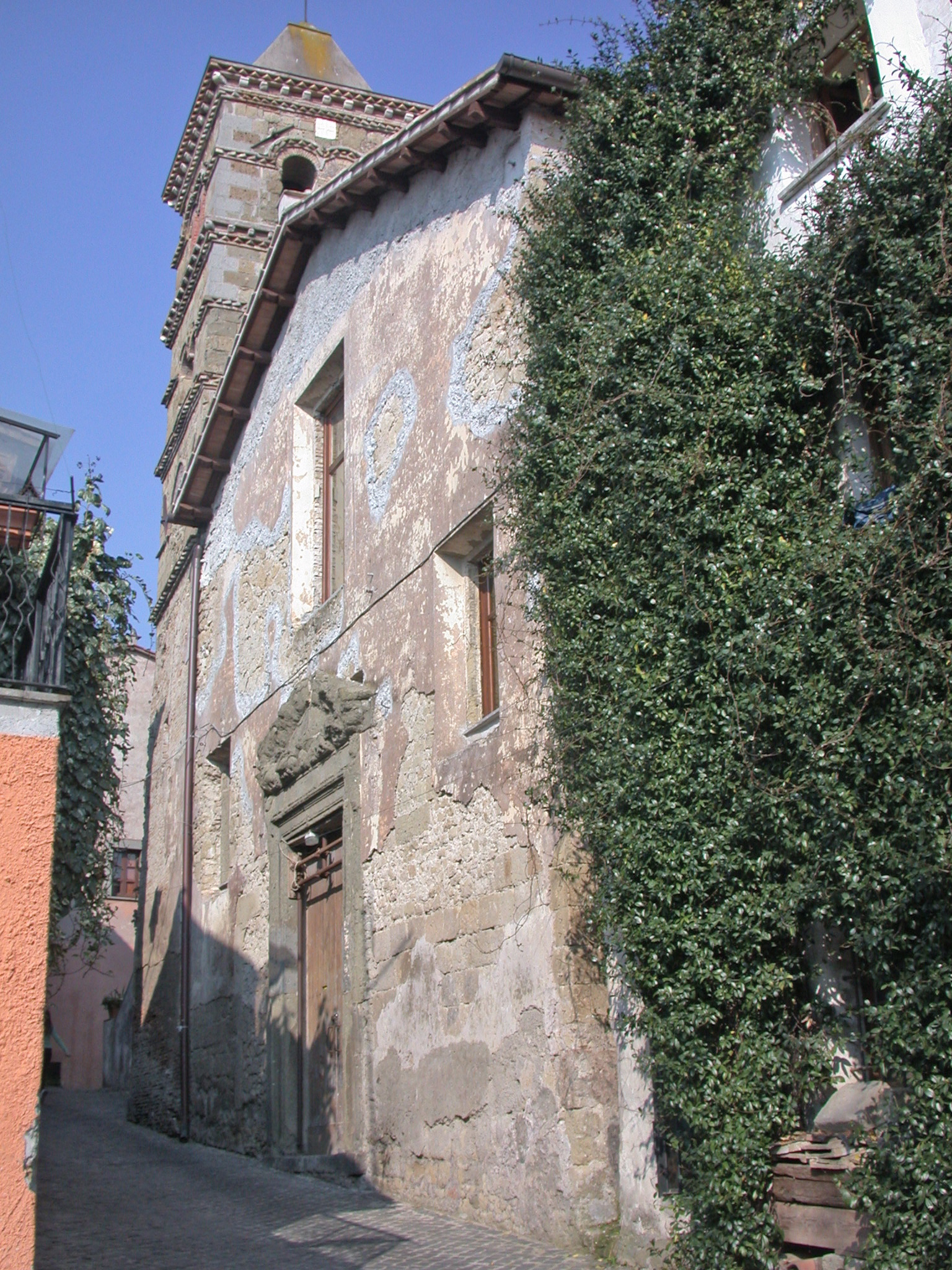
San Michele Arcangelo

## Demografie
Formello telt ongeveer 4055 huishoudens. Het aantal inwoners steeg in de periode 1991-2001 met 22,4% volgens cijfers uit de tienjaarlijkse volkstellingen van ISTAT.
| Jaar | Inwoneraantal |
| ---- | ------------- |
| 1991 | 7574          |
| 2001 | 9271          |

## Geografie
De gemeente ligt op ongeveer 225 m boven zeeniveau.
Formello grenst aan de volgende gemeenten: Campagnano di Roma, Rome, Sacrofano.